# Cubitermitinae
Cubitermitinae (лат.) — подсемейство термитов из семейства Termitidae. Около 150 видов.

## Распространение
Встречаются в Афротропика.

## Описание
Усики имаго самок и самцов 15—17-члениковые, лабрум равной ширины и длины. Жвалы имаго сходны с мандибулами рабочих: апикальный зубец левой челюсти длиннее чем слитые 1—2-й маргинальные зубцы. Формула шпор голеней: 3-2-2. Усики солдат 14—15-члениковые.

## Систематика
26 родов, около 150 видов. Ранее рассматривалось в качестве трибы Cubitermitini в составе подсемейства Termitinae. Однако недавние исследования показали (Noirot, 2001; Inward et al., 2007), что африканские роды этой подгруппы составляют монофилетическую кладу в составе Termitidae, и статус трибы был повышен до отдельного подсемейства (Engel et al. 2009; Krishna et al., 2013).
- Apilitermes Holmgren, 1912
- Basidentitermes Holmgren, 1912
- Batillitermes Uys, 1994
- Crenetermes Silvestri, 1912
- Cubitermes Wasmann, 1906[6][7]
- Euchilotermes Silvestri, 1914
- Fastigitermes Sjöstedt, 1924
- Forfculitermes Emerson, 1960
- Furculitermes Emerson, 1960
- Lepidotermes Sjöstedt, 1924
- Megagnathotermes Silvestri, 1914
- Mucrotermes Emerson, 1960
- Nitiditermes Emerson, 1960
- Noditermes Sjöstedt, 1924
- Okavangotermes Coaton, 1971
- Ophiotermes Sjöstedt, 1924
- Orthotermes Silvestri, 1914
- Ovambotermes Coaton, 1971
- Pilotermes Emerson, 1960
- Proboscitermes Sjöstedt, 1924
- Procubitermes Silvestri, 1914
- Profastigitermes Emerson, 1960
- Toracotermes Wasmann, 1911
- Trapellitermes
- Unguitermes Sjöstedt, 1924
- Unicornitermes Coaton, 1971